# Marie Logoreci
Marie ”Çurçija” Logoreci, född den 23 september 1920 i  Shkodra i Albanien, död 19 juni 1988, var en albansk dramaskådespelerska och sångerska.

## Familj
Marie Logoreci bodde i Albaniens huvudstad Tirana och var gift med en ekonomiexperten Kole Logoreci, som dog 1964. Hennes son Pjerin är bokförläggare i Albanien.

## Tidigare yrke
Logoreci var väldigt aktiv i skolarbetet och fick efter skolutbildningen jobbet som sångerska för radiokanalen Radio Tirana. Hon sjöng även mycket på olika konserter, ungefär hundra sånger under sin karriär som sångerska. År 1947 började hon spela dramer på teatrar i Albanien. Den första filmen hon medverkade i var Skanderbeg som hade premiär 1954.

## Biografi
Logoreci hade en fattig barndom, hennes far Palok Çurçija var hantverkare och modern Roza var hemmafru. Hon gick på en kristen grundskola för flickor och började senare på gymnasiet, där hon gick en estetisk linje.
Som sjuttonåring flyttade hon permanent till huvudstaden Tirana och träffade sin blivande make Kole Logoreci, som kom från den inflytelserika albanska familjen Logoreci, även kända som Logoreseos. Hon fick sedan en fem års utbildning vid den musikaliska skolan Musikens vänner i Tirana.
Marie Logoreci började sin artistkarriär som sångerska för radiokanalen Tiranas nationella radioutsändning (Radio Nacionale e Tiranës) och sjöng i direktsändning. Under tiden fick hon ett års utbildning i bel canto. Hennes lärarinna var den albanska operasångerskan Jorgjie Truja.
År 1947 blev hon medlem i Albaniens nationella kör och uppträdde på konserter inrikes och utrikes.

## Filmografi
- Dollia e dasmes sime (1978)
- Operacioni Zjarri (1973)
- Njësiti guerril (1969) - Nena
- Oshëtime në bregdet (1966) - Nena
- Toka jone (1964)
- Detyre e posaqme (1963)
- Tana (1958) - Nena e Stefanit
- Femijet e saj (1957) - Fatimeja
- Skanderbeg (1953) – Kontesha

## Dramer
Av de mer än 40 dramafilmer hon medverkade i finns arton av dem listade nedan.
- De ryska affärerna (1947) - Jessie
- Tartuffe (1947) - Elmire
- Djupa rötter (1949) - Alisa Lengton
- The Plot of the Condemned (1950) - Christina Padera
- Halili och Hajria (1950) - Fatima
- Sex älskare (1952) - Alyona Patrovna
- Vårt land (1954) - Loke
- Intriger och kärlek (1957) - Dammen Milford
- Sju riddare (1958) - Triga
- Hamlet (1960) - Gertrude
- Bernarda Albas hus (1961) - Bernarda Alba
- Madam Dulskas moral (1962) - Tadrahova
- Den höga muren (1966) - Moder Jun
- Perkolgjinajerna (1966) - Mara
- Drita (1967) - Manushaqja - Regisserad av Marie Logoreci
- Glada jäntan från gröna gläntan (1967) - Prenda
- Allas tak (1968) - Den gamla kvinnan
- Stora Dränkan (1977) - Gjela

## Utmärkelser
- Artiste e Merituar
- Artiste e Popullit
- Naim Frashëri